# Emma Dyke
Emma Dyke (* 30. Juni 1995 in Invercargill) ist eine neuseeländische Ruderin. Sie war Weltmeisterin 2019 und Olympiazweite 2021.

## Karriere
Bei den Junioren-Weltmeisterschaften 2013 belegte Emma Dyke mit dem Vierer ohne Steuerfrau den fünften Platz. 2014 gewann sie ebenfalls im Vierer die Silbermedaille bei den U23-Weltmeisterschaften. 2015 debütierte Dyke mit dem neuseeländischen Achter im Ruder-Weltcup und belegte nach einem fünften Platz in Varese den zweiten Platz in Luzern. Bei den Weltmeisterschaften 2015 auf dem Lac d’Aiguebelette siegte der US-Achter, die Neuseeländerinnen erhielten die Silbermedaille vor den Kanadierinnen. Der neuseeländische Achter mit Kayla Pratt, Emma Dyke, Ruby Tew, Kelsey Bevan, Grace Prendergast, Kerri Gowler, Genevieve Behrent, Rebecca Scown und Steuerfrau Frances Turner qualifizierte sich damit auch für die Olympischen Sommerspiele 2016. In Rio de Janeiro belegte der neuseeländische Achter bei den Olympischen Spielen 2016 den vierten Platz.
In der nacholympischen Saison 2017 saßen mit Emma Dyke, Ruby Tew, Rebecca Scown und Kelsey Bevan noch vier Ruderinnen aus dem Vorjahr im Achter. Im Ruder-Weltcup gewann der Achter in Posen und belegte den zweiten Platz in Luzern. Bei den Weltmeisterschaften in Sarasota gewann der neuseeländische Achter die Bronzemedaille. 2018 belegte der neuseeländische Achter den zweiten Platz beim Weltcup in Linz und siegte in Luzern. Bei den Weltmeisterschaften in Plowdiw ruderten die Neuseeländerinnen auf den siebten Platz. Im Jahr darauf belegten sie beim Weltcup in Posen den vierten Platz und siegten in Rotterdam. In Linz bei den Weltmeisterschaften 2019 gewannen die Neuseeländerinnen vor den Australierinnen und dem Boot aus den Vereinigten Staaten. Bei den Olympischen Spielen in Tokio gewann der neuseeländische Achter die Silbermedaille mit 0,91 Sekunden Rückstand auf die Kanadierinnen.